# Nicolas Caerels
Nicolas Caerels (ur. 18 sierpnia 1889 w Schaerbeek, zm. 23 czerwca 1966 tamże) – belgijski kierowca wyścigowy.

## Kariera
W swojej karierze wyścigowej Caerels poświęcił się startom w wyścigach Grand Prix. W 1923 roku Belg odniósł zwycięstwo w 24-godzinnego wyścigu Le Mans, a w klasyfikacji generalnej był szósty. Cztery lata później był najlepszy w 24-godzinnym wyścigu Spa.